# Raič
Raič je priimek več znanih oseb:
- Anton Raič (1845—1888), zgodovinar
- Božidar Raič (1827—1886), rimskokatoliški duhovnik, jezikoslovec, politik in publicist
- Dušan Raič st. (1911—1991), gradbenik, statik
- Dušan Raič ml. (*1944), elektronik
- Milivoj Raič (1913—1996), gradbenik, gospodarstvenik
- Vekoslav Raič (1844—1929), narodni delavec